# Kenneth Kennholt
Kenneth Kennholt, född 13 januari 1965, är en svensk tidigare ishockeyback med SPAIF som moderklubb.
Kennholt gjorde debut för Djurgårdens IF i Elitserien 1988/1989, och laget vann SM, liksom säsongerna i 1989/1990 och i 1990/1991. Med i Sveriges herrlandslag i ishockey vann han även såväl VM 1991 som VM 1992. Inför Elitserien 1993/1994 köptes han av HV71 från Djurgårdens IF, och var med i HV71:s SM-vinnande lag säsongen 1994/1995. Kennholt, som gick under smeknamnet "Killer", var känd för sina oerhört hårda skott - det skämtades ibland om att han behövde vapenlicens för sin klubba. 